# Marian Radziszewski
Marian „Marek” Radziszewski (ur. 12 sierpnia 1934 w Piotrkowie Trybunalskim, zm. 30 czerwca 2018 w Malborku) – polski pedagog i działacz społeczny, harcmistrz, kawaler Orderu Uśmiechu.